# Enzo Vicario
Enzo Vicario (Pieve di Cadore, 5 de julio de 1942) es un deportista italiano que compitió en bobsleigh. Ganó una medalla de plata en el Campeonato Mundial de Bobsleigh de 1971, en la prueba doble.

## Palmarés internacional
| Campeonato Mundial | Campeonato Mundial | Campeonato Mundial | Campeonato Mundial |
| Año                | Lugar              | Medalla            | Prueba             |
| ------------------ | ------------------ | ------------------ | ------------------ |
| 1971               | Cervinia (Italia)  | Medalla de plata   | Doble              |